# Бакланова Муравійка
Бакланова Мураві́йка — село в Україні, у Куликівській селищній громаді Чернігівського району Чернігівської області. Населення становить 645 осіб. До 2017 орган місцевого самоврядування — Бакланово-Муравійська сільська рада.

## Історія
Засноване як станове козацьке поселення.
За даними на 1859 рік у козацькому й власницькому селі Чернігівського повіту Чернігівської губернії мешкало 809 осіб (383 чоловічої статі та 426 — жіночої), налічувалось 95 дворових господарства, існувала православна церква.
Станом на 1886 у колишньому державному й власницькому селі Горбовської волості мешкало 832 особи, налічувалось 158 дворових господарств, існували православна церква, 19 вітряних млинів, 3 маслобійних, винокурний і цегельний заводи.
За переписом 1897 року кількість мешканців зросла до 1200 осіб (584 чоловічої статі та 616 — жіночої), з яких 1180 — православної віри.
З 1917 — у складі УНР. З 1991 — у державі Україна.
У 2007 році школа була закрита, учнів перевели до Горбівської школи.
12 червня 2020 року, відповідно до розпорядження Кабінету Міністрів України № 730-р «Про визначення адміністративних центрів та затвердження територій територіальних громад Чернігівської області», село увійшло до складу Куликівської селищної громади.
19 липня 2020 року, в результаті адміністративно-територіальної реформи та ліквідації Куликівського району, село увійшло до складу новоствореного Чернігівського району.
24 лютого 2022 року село окупували російські війська. 10 березня сили ЗСУ звільнили Бакланову Муравійку.
Під час російсько-української війни росіяни обстрілами пошкодили 90% будинків села, а половину - повністю знищили. Цілі вулиці - суцільні фундаменти.

## Населення

### Мова
Розподіл населення за рідною мовою за даними перепису 2001 року:
| Мова            | Кількість | Відсоток |
| --------------- | --------- | -------- |
| українська      | 629       | 97.52%   |
| російська       | 12        | 1.86%    |
| білоруська      | 3         | 0.47%    |
| інші/не вказали | 1         | 0.15%    |
| Усього          | 645       | 100%     |

## Відомі люди
У селі народилися:
- Карпенко-Криниця Петро (1917—1989) — український поет, журналіст. Справжнє ім'я та прізвище — Петро Горбань.
- Скуратівський Вадим Леонтійович (1941) — український мистецтвознавець, історик кіно.
- Андрієнко Петро Павлович (1941) — український науковець та дипломат.
- Олішевський Олександр Максимович (2009)— український блогер-історик, письменник

## Галерея

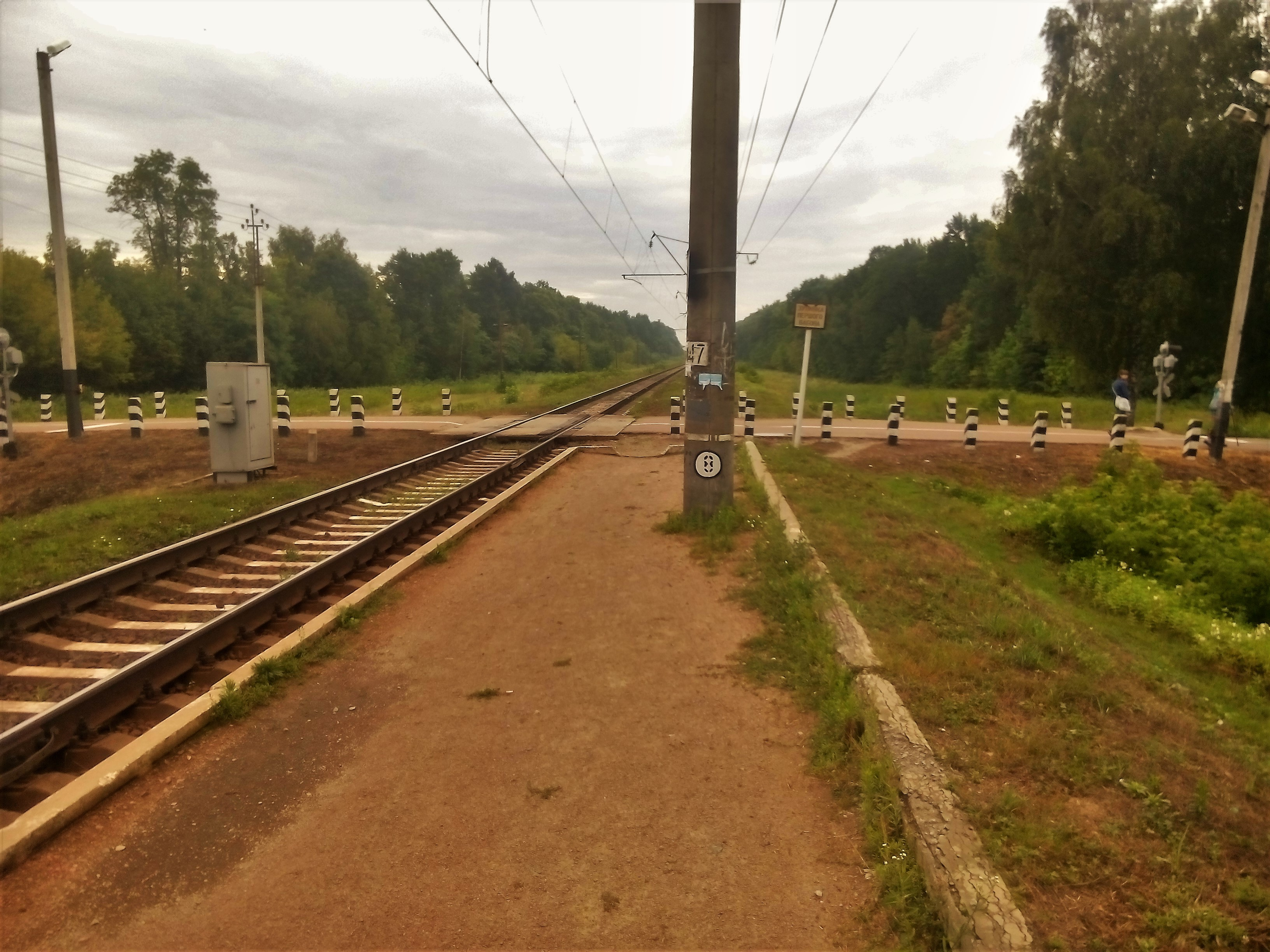
Залізничний переїзд Бакланове біля села
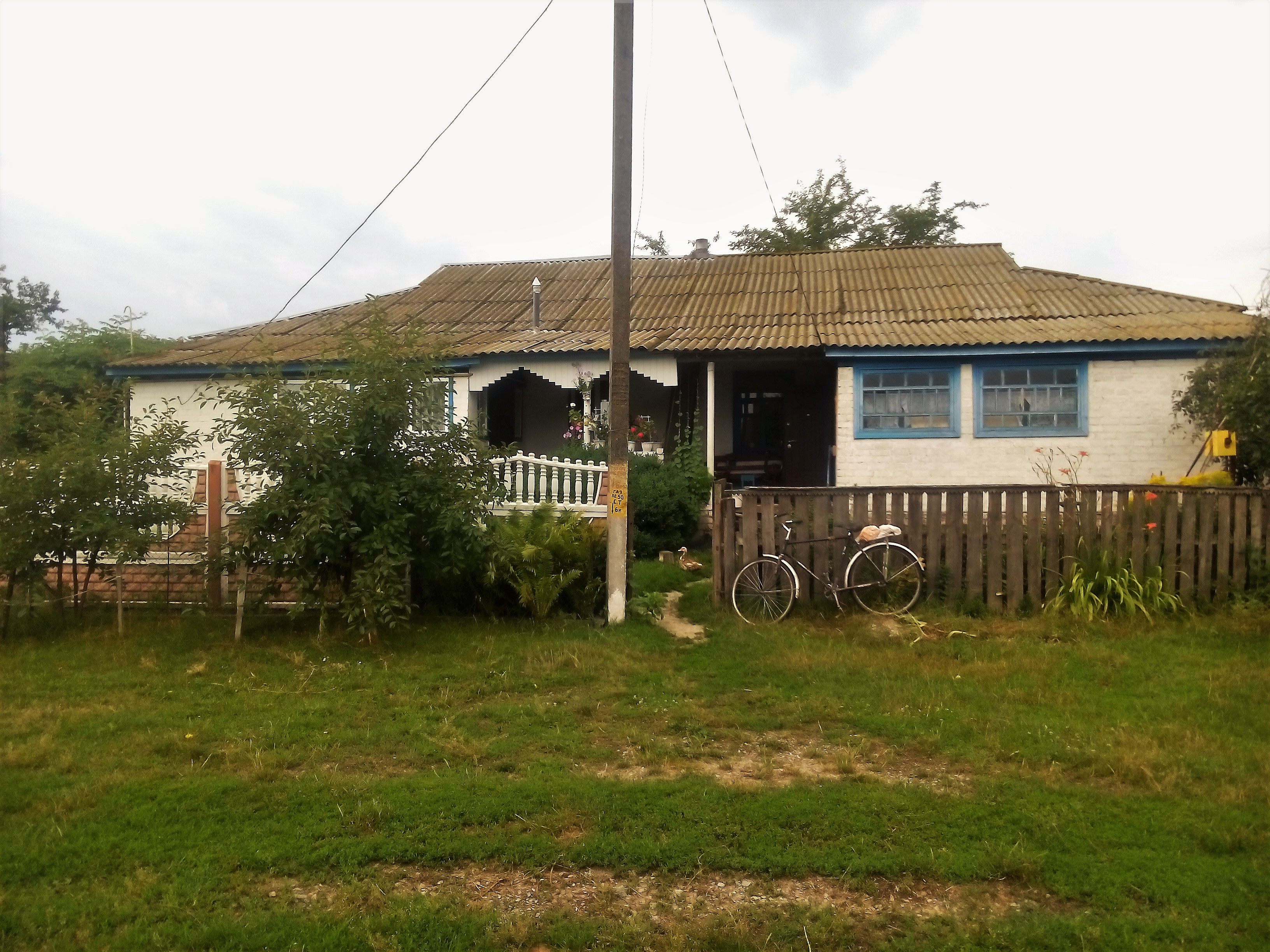
Типова хата
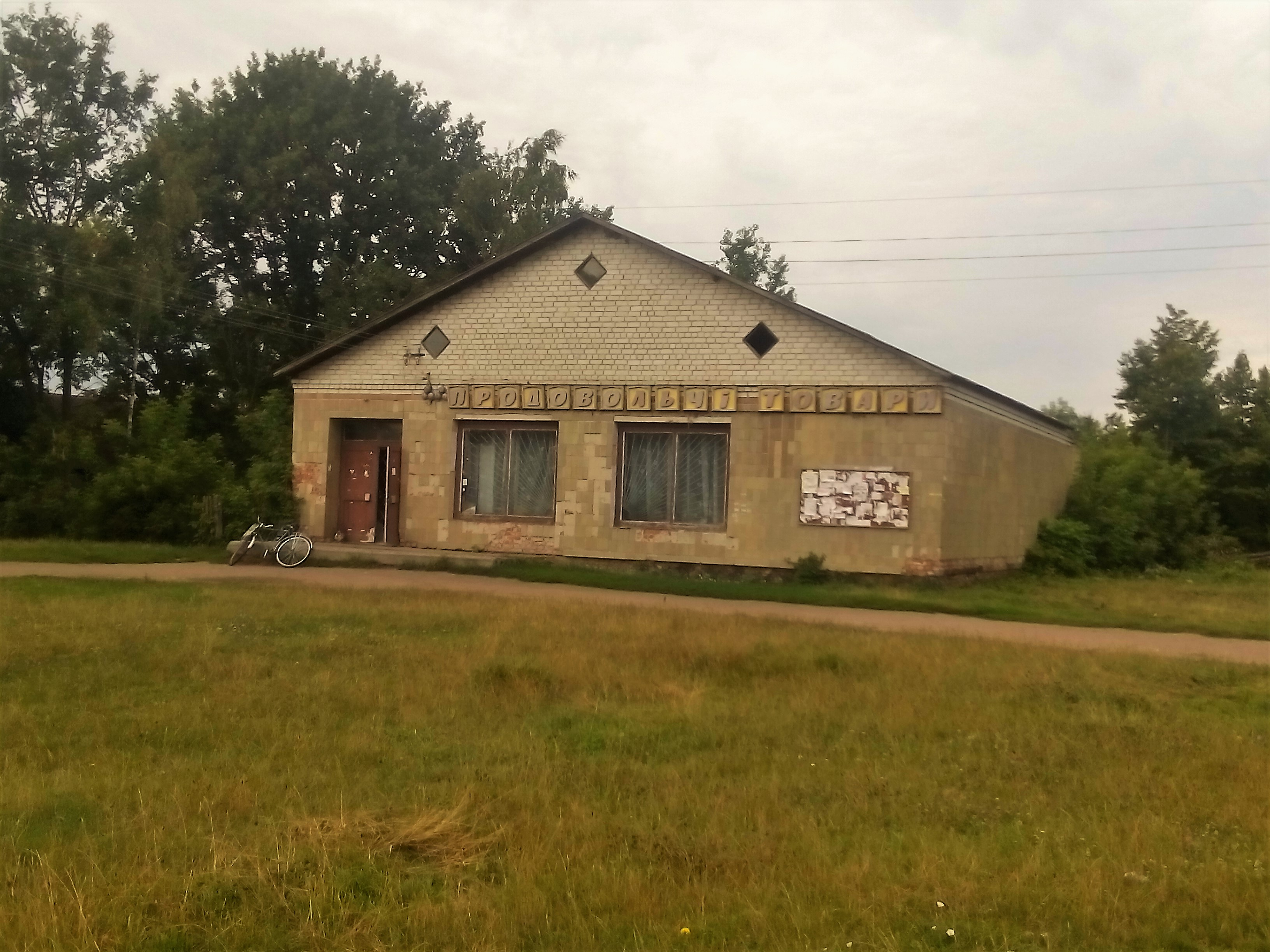
Магазин
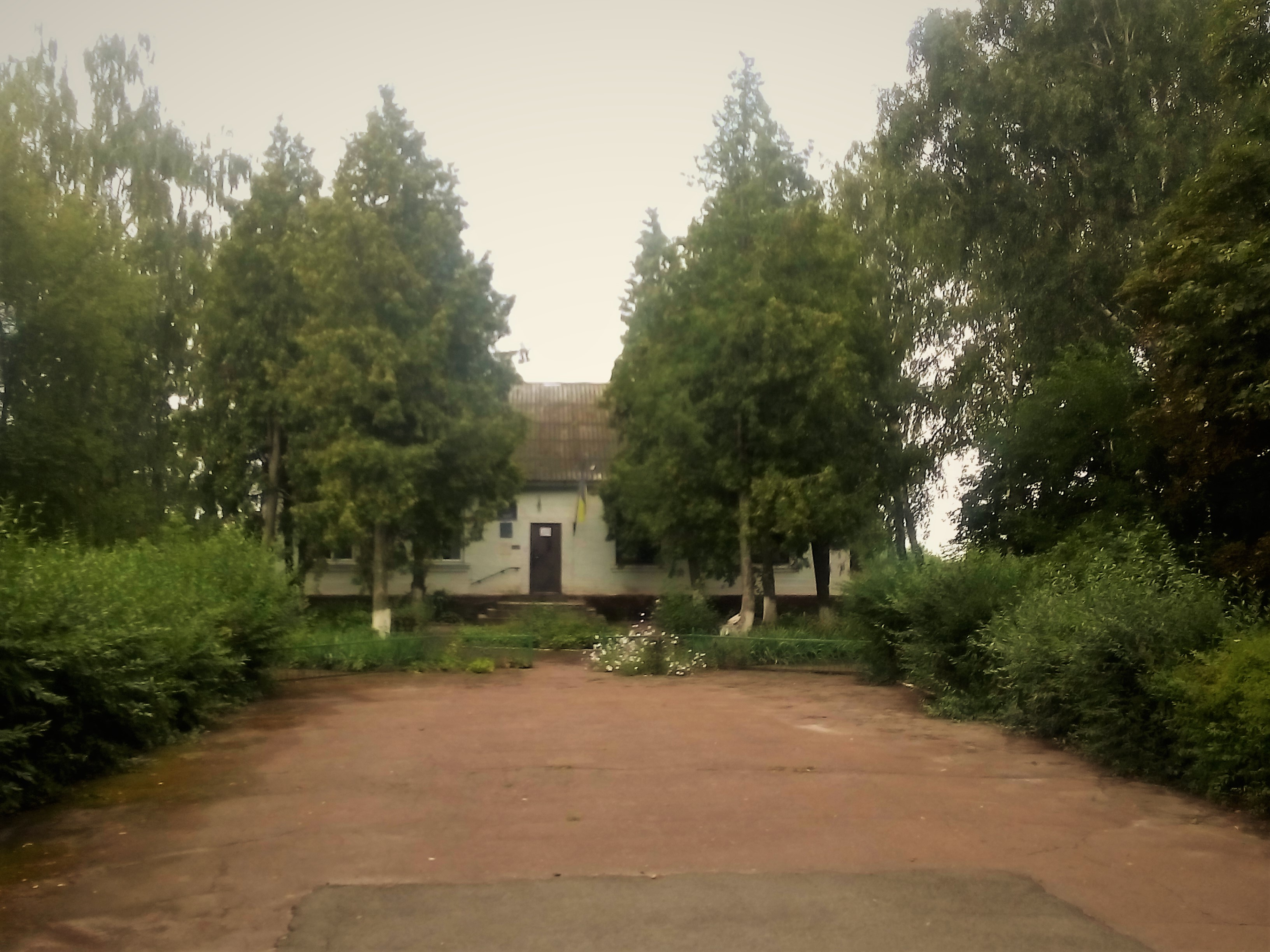
Сільрада і відділення зв'язку
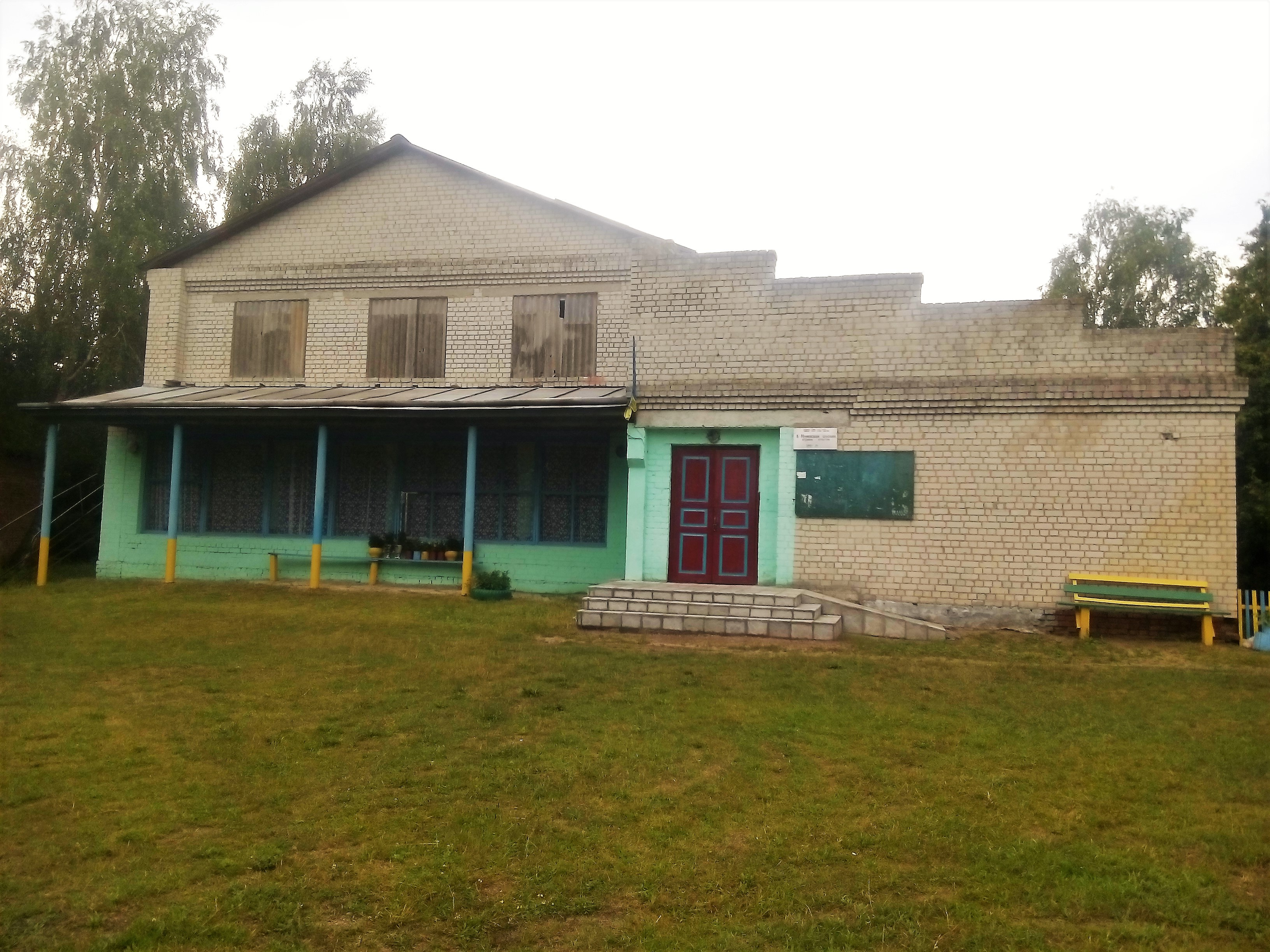
Сільський клуб
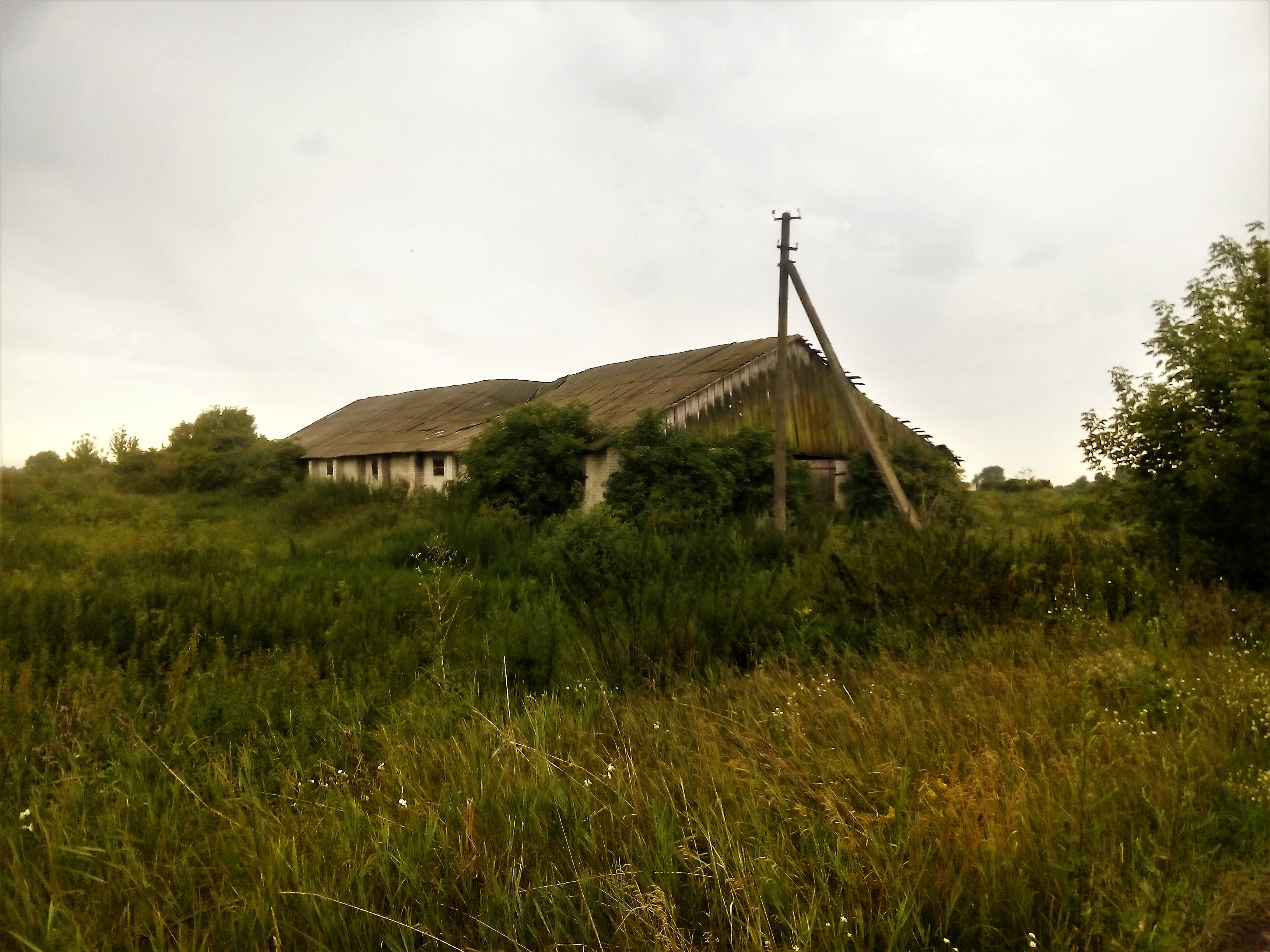
Колишній колгосп, покинуті приміщення ферм
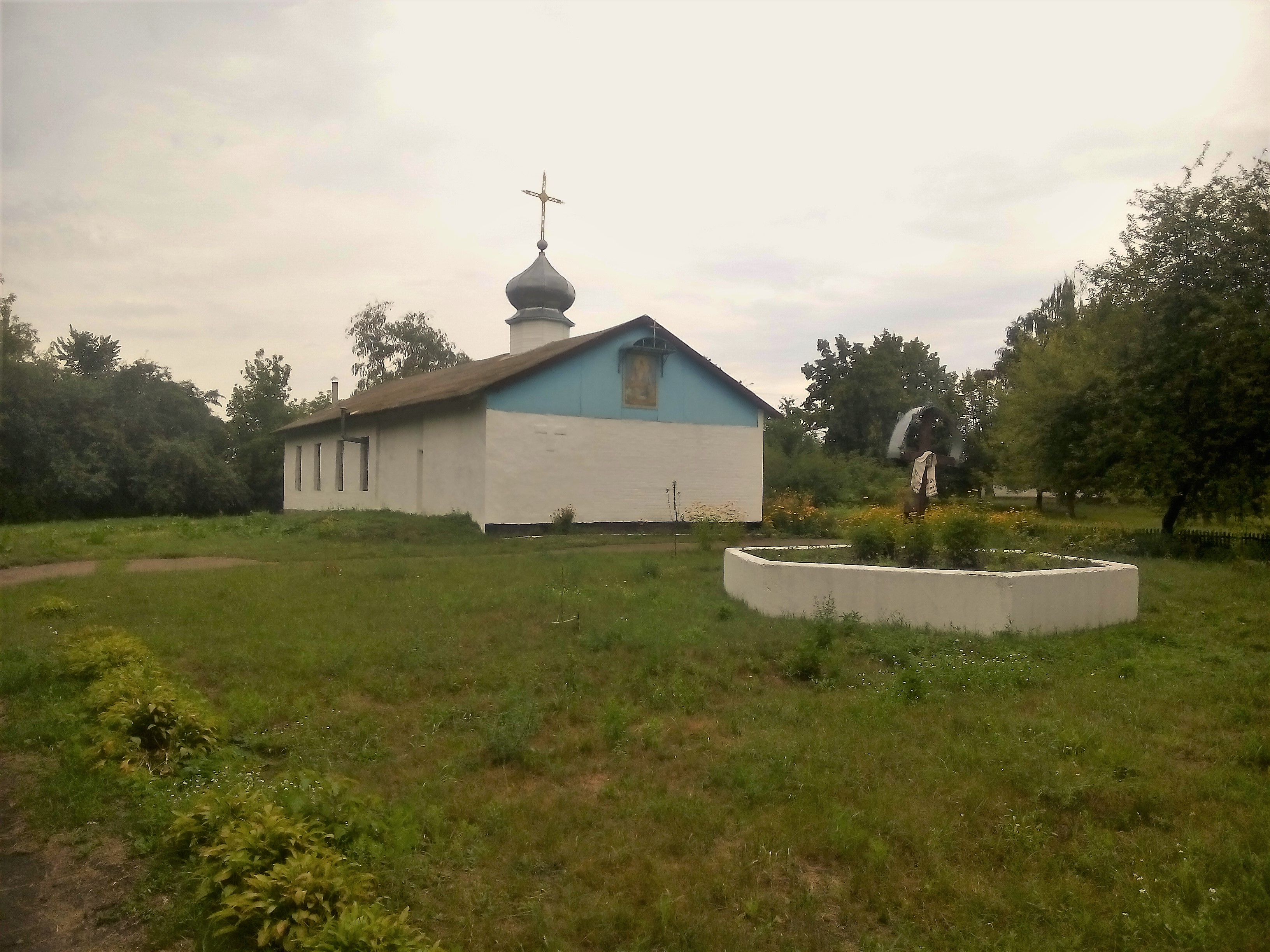
Церква
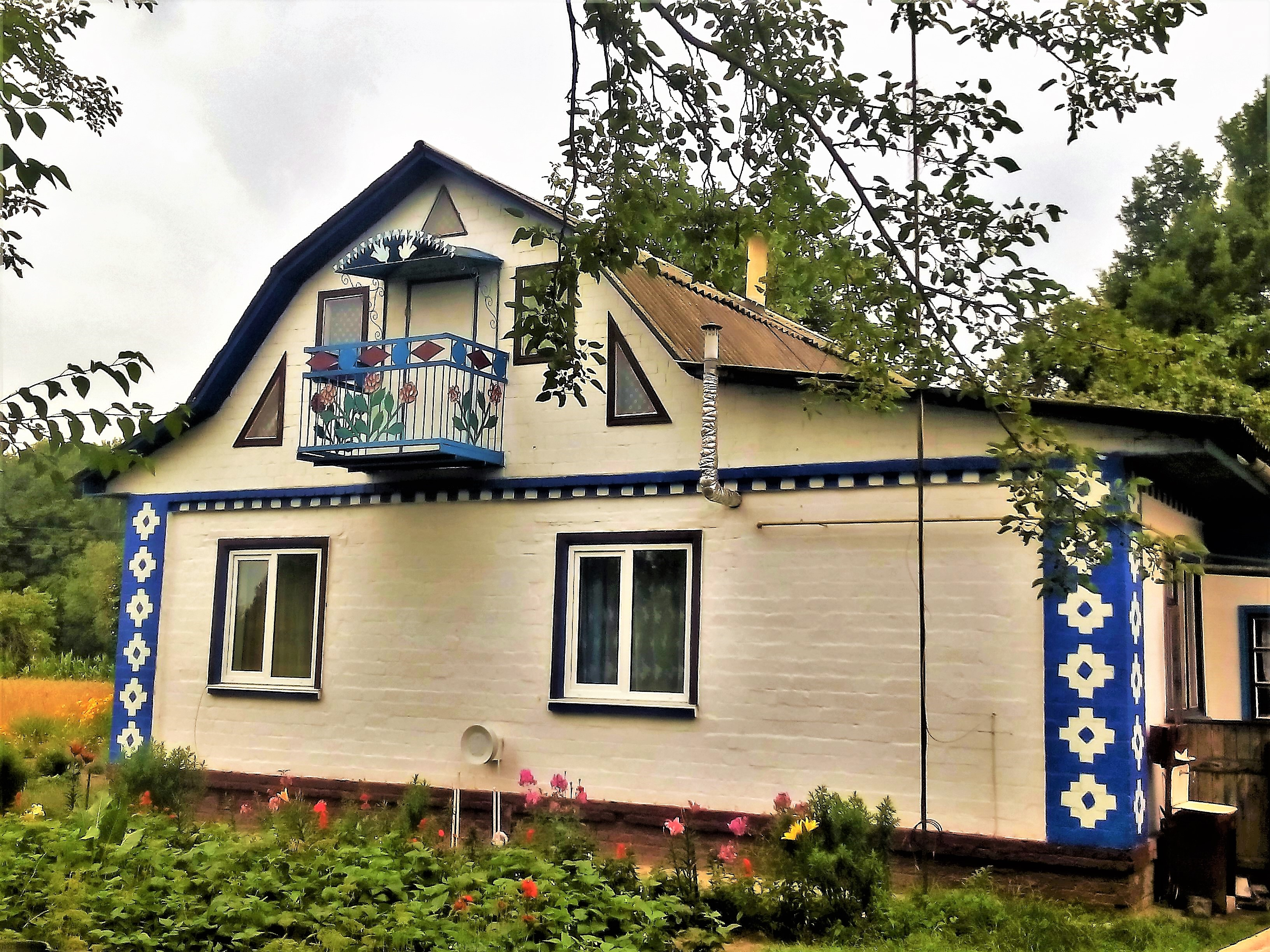
Вулиця Широка
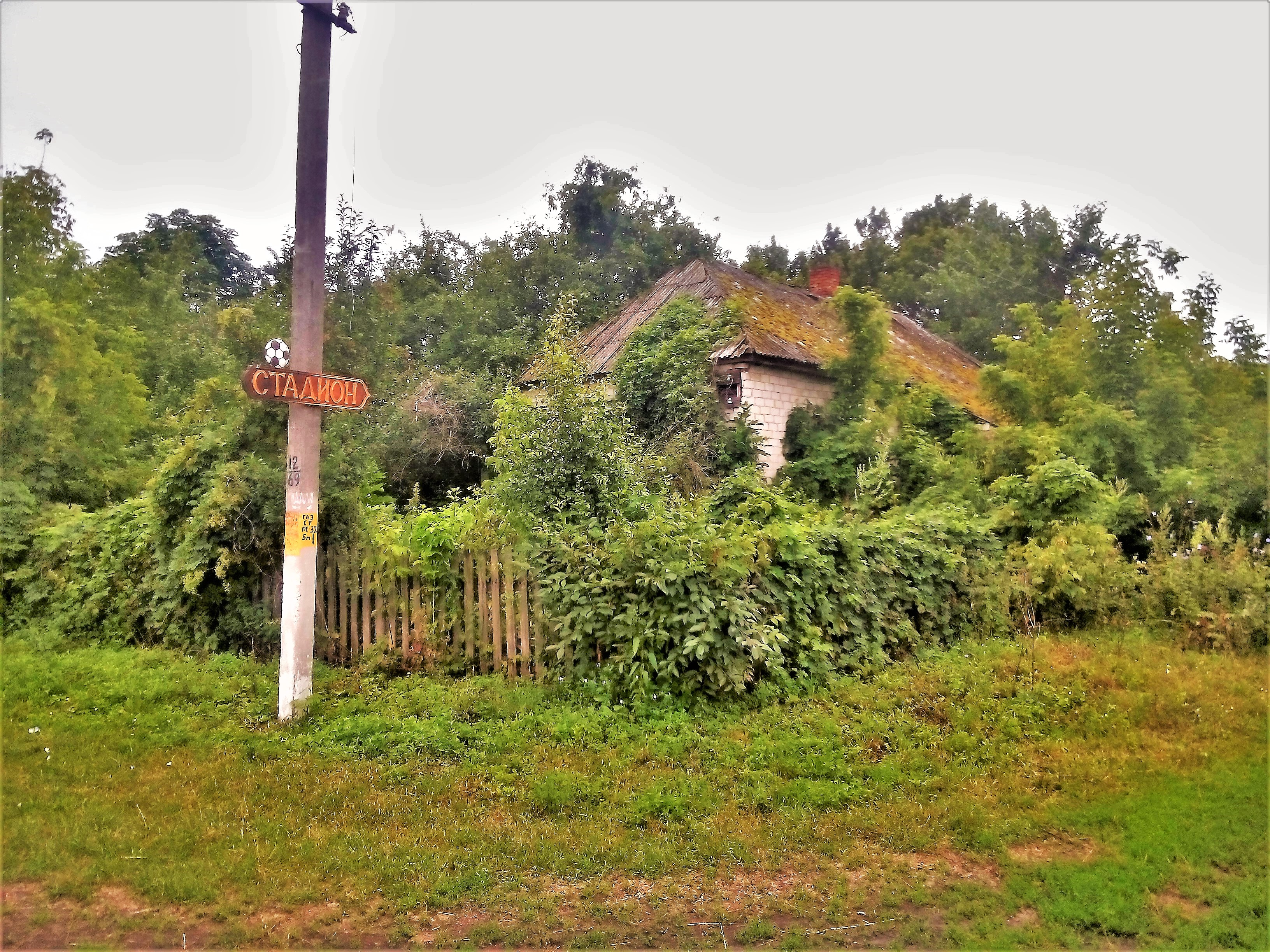
Покинута хата на вулиці Центральній із вказівником на стадіон
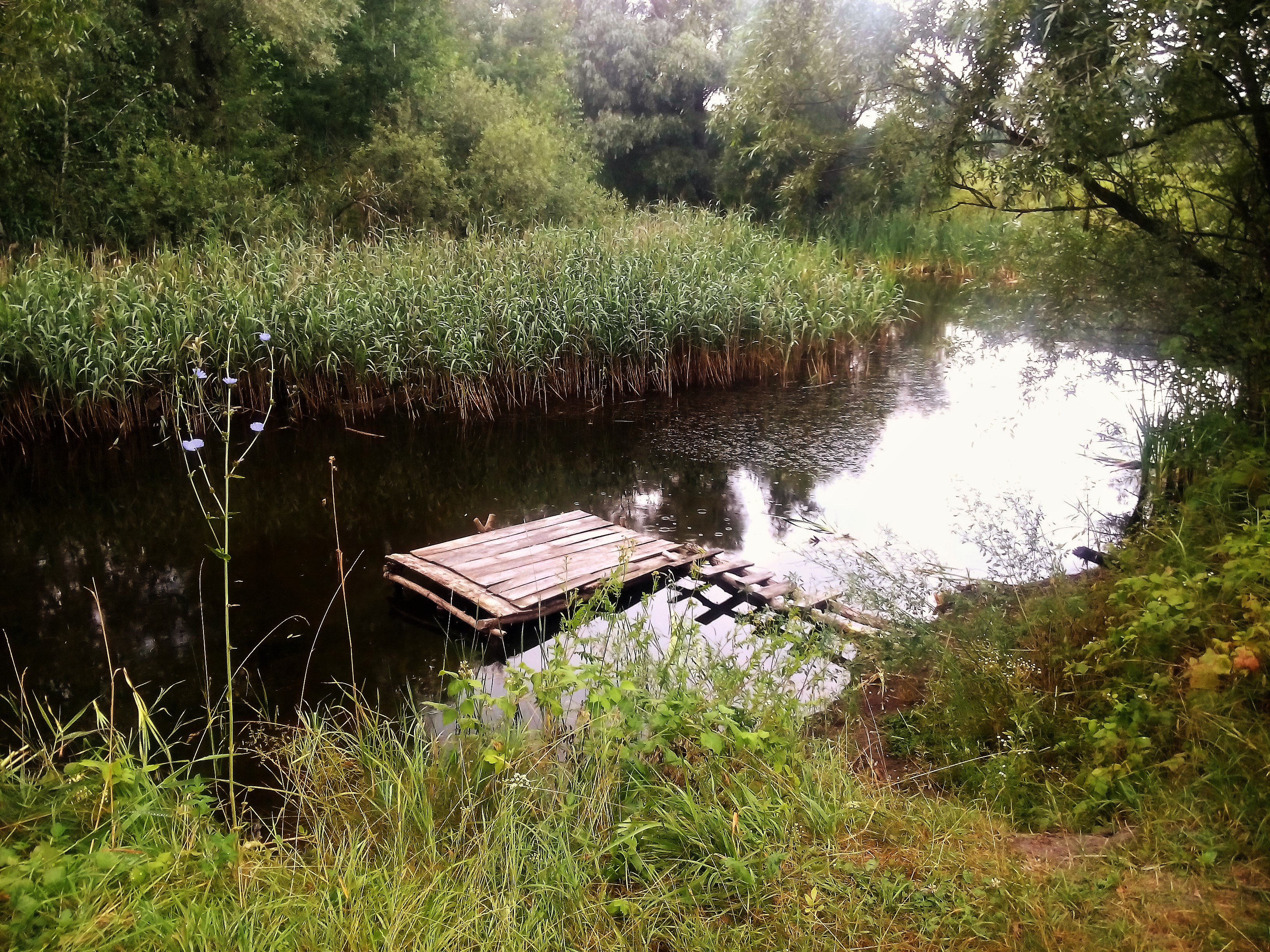
Озеро за селом біля ферм
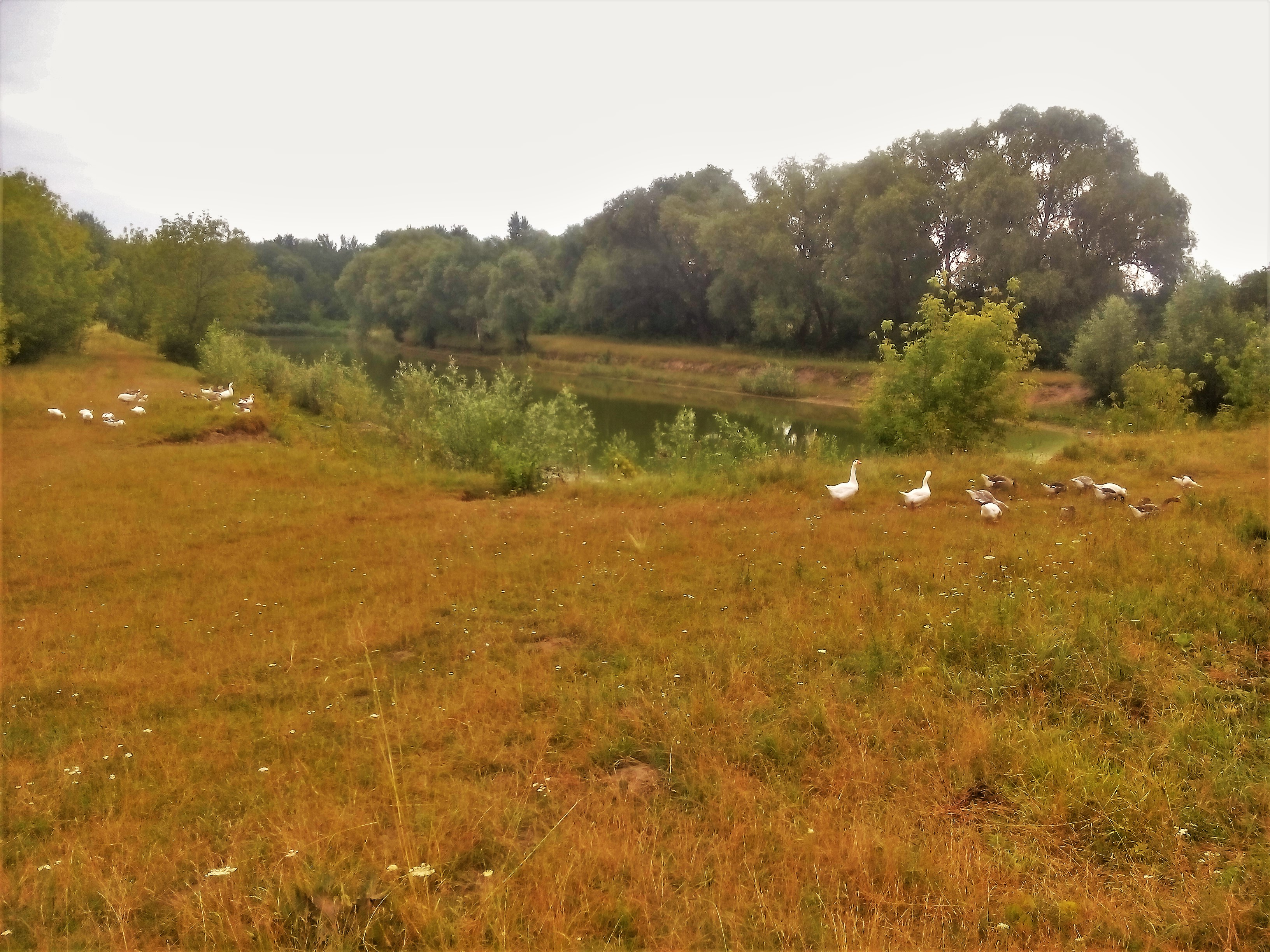
Озеро в центрі села
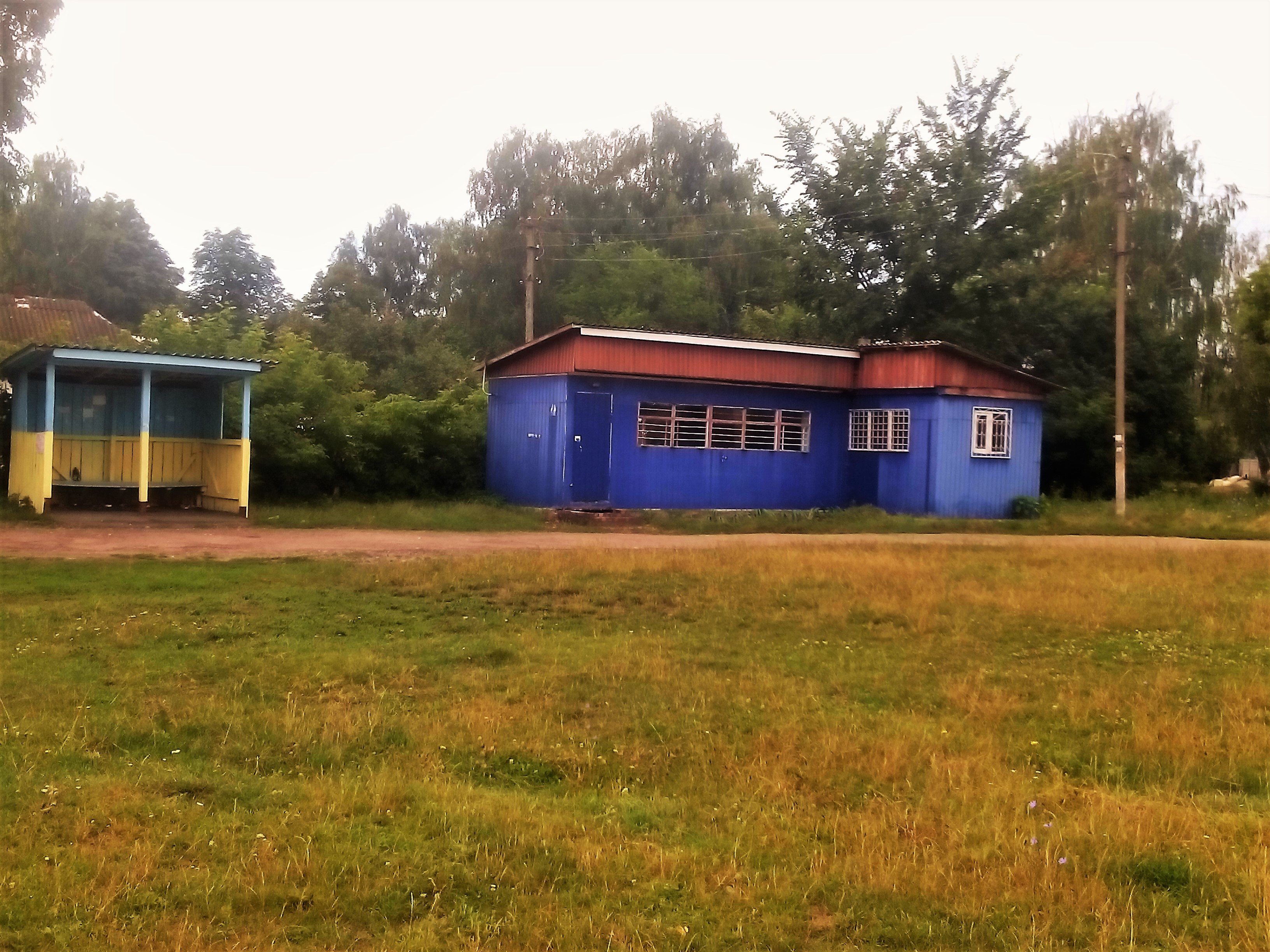
Автобусна зупинка
пам'ятник
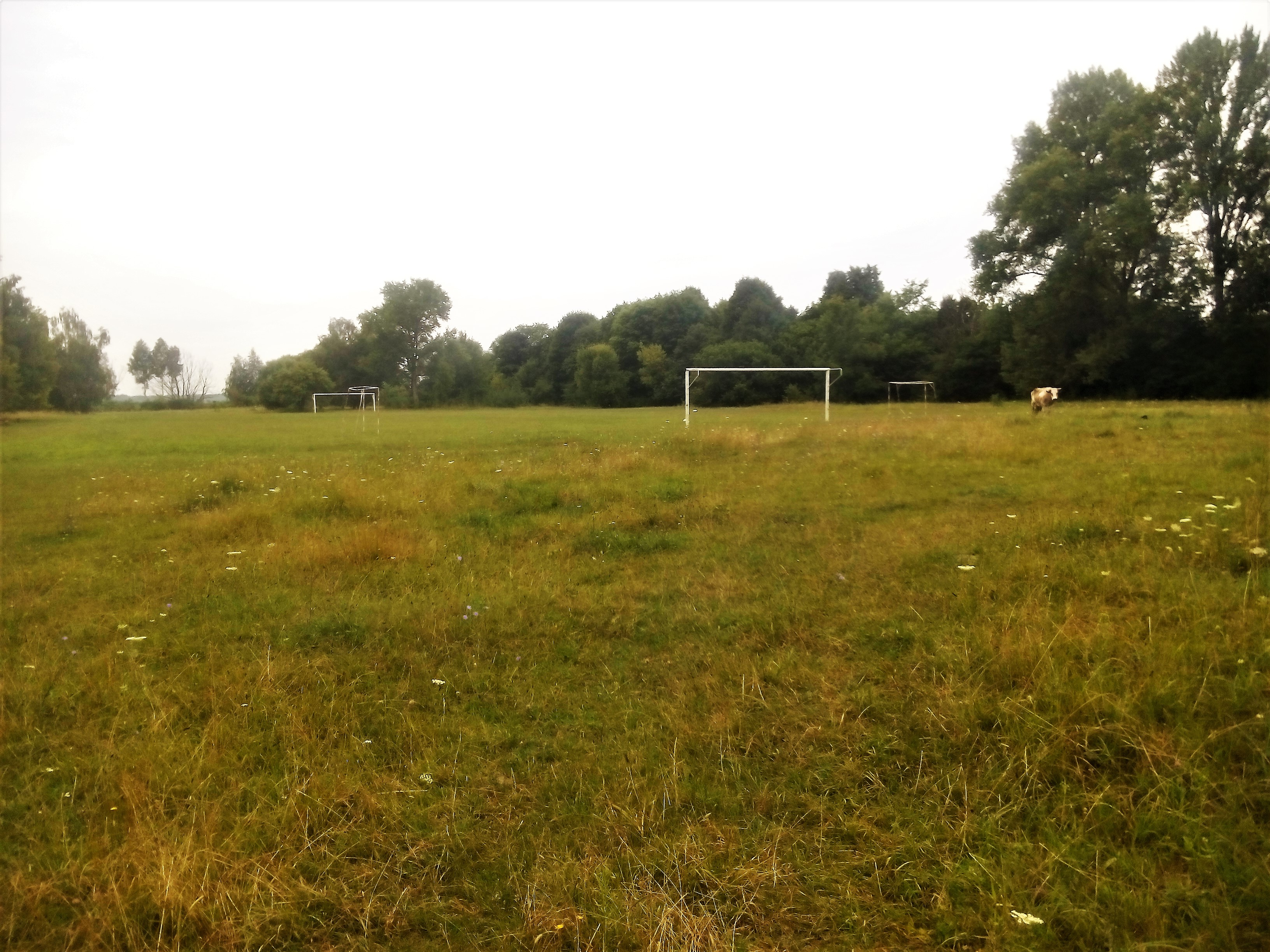
Стадіон
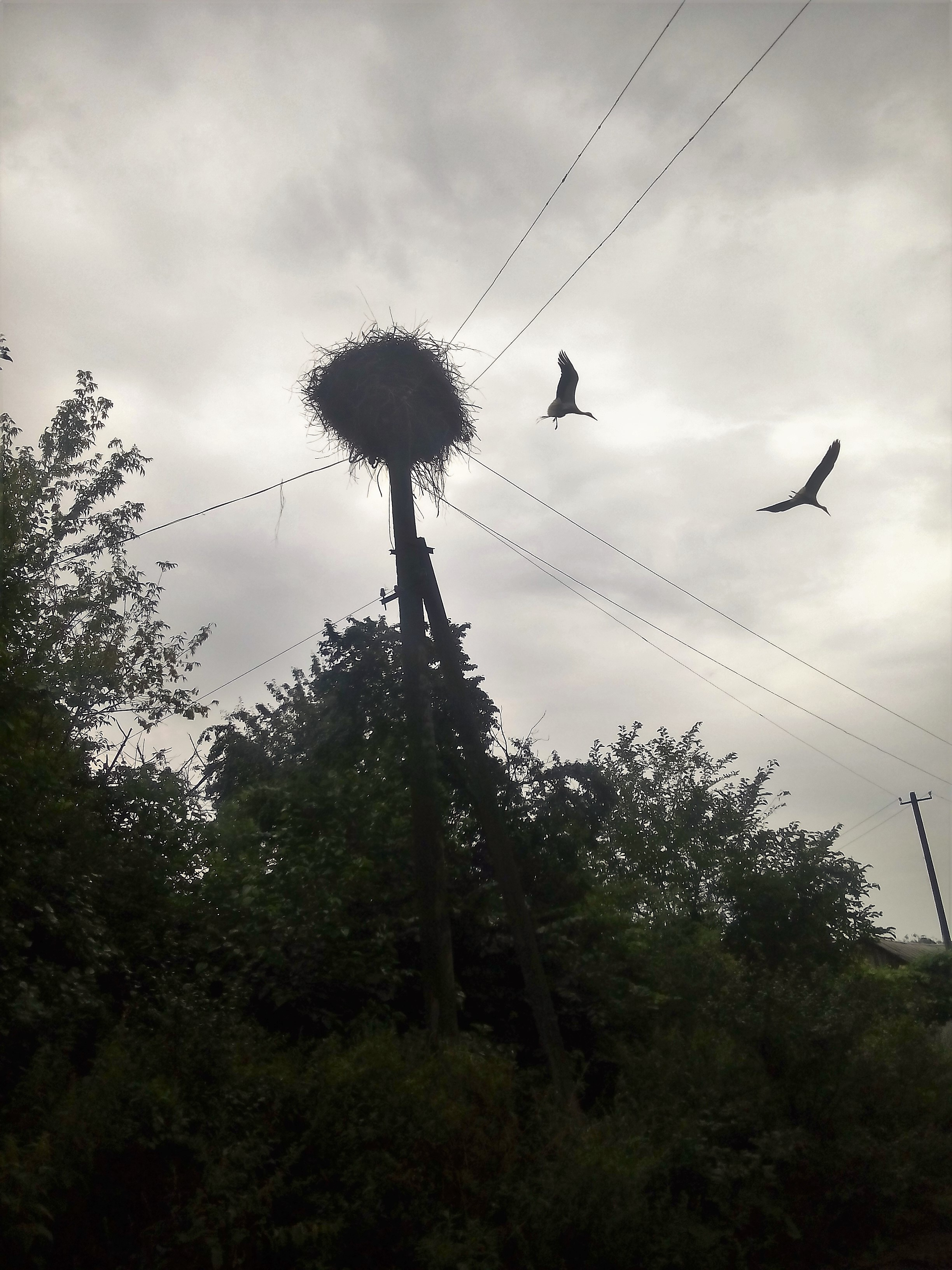
В селі дуже багато лелек
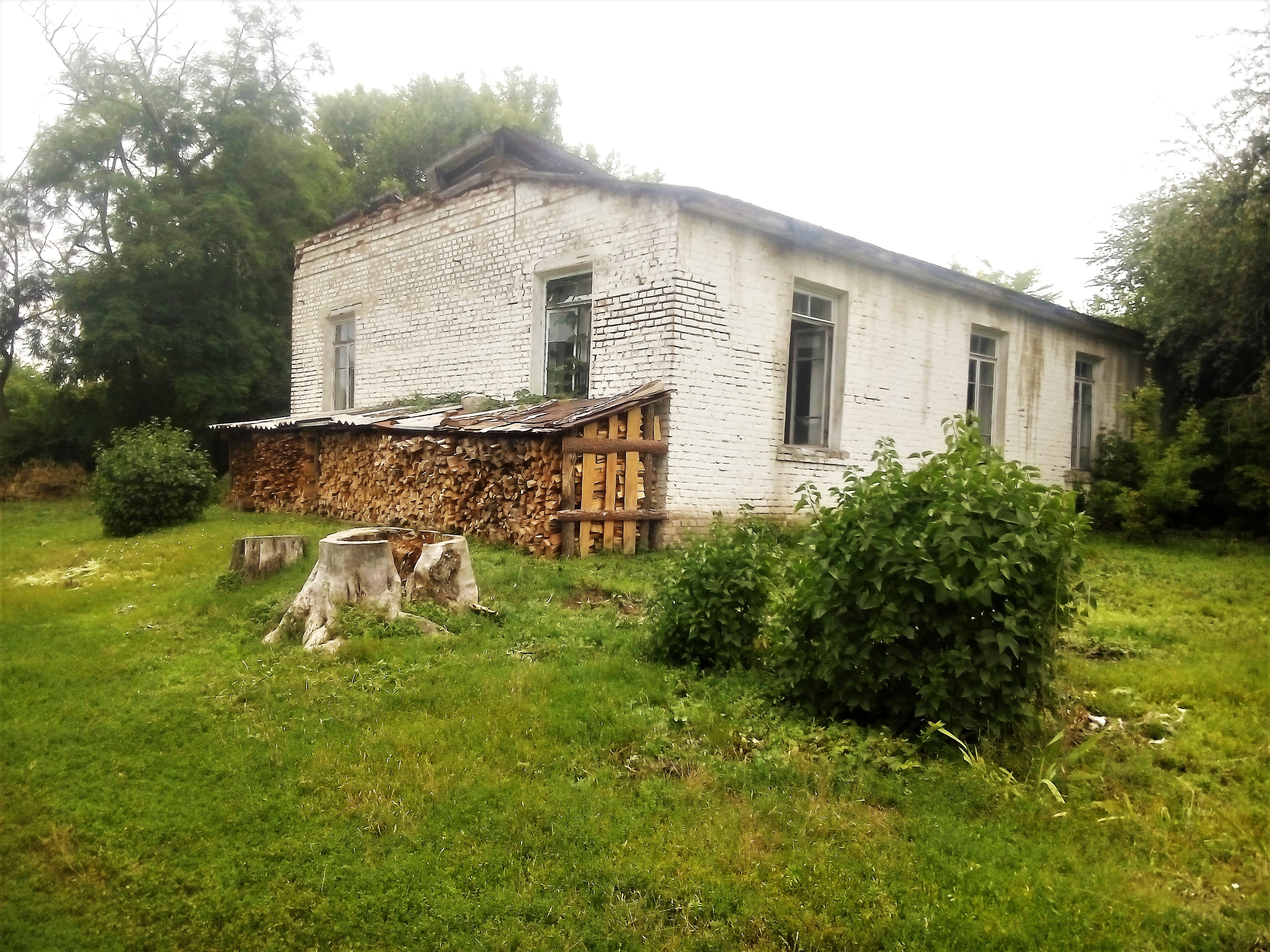
Покинута школа
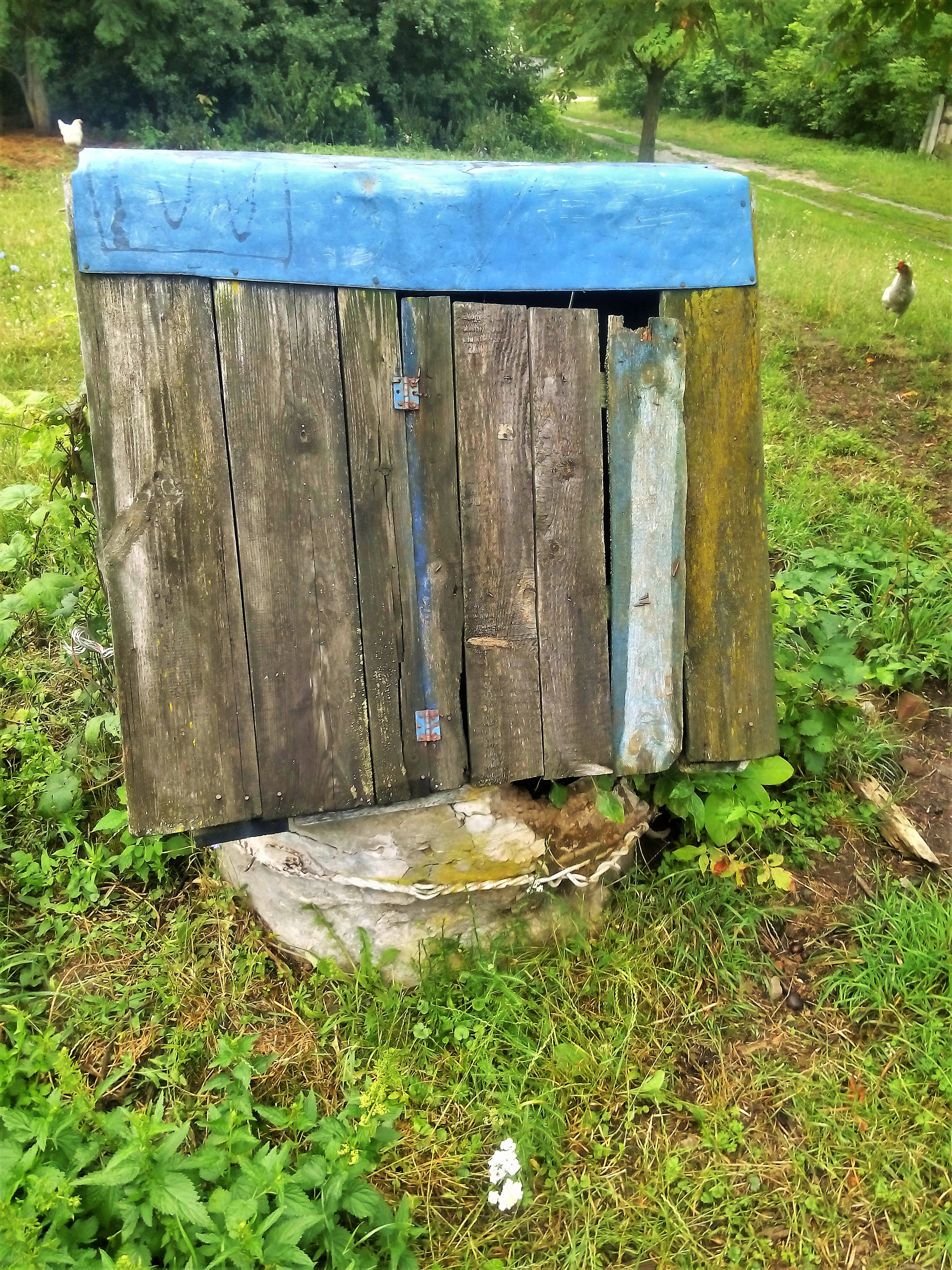
Криниця біля школи